# かにっこ館
かにっこ館（かにっこかん、Tottori Karo Crab Aquarium）は、鳥取県鳥取市賀露町にある水族館。2003年8月10日に開館した。正式名称は鳥取県立とっとり賀露かにっこ館。
2019年4月1日より指定管理者制度が導入され、一般財団法人鳥取県観光事業団が管理運営を行っている。

## 概要
- 「カニが主役の小さな水族館」「見て・ふれて・体験できる」「動かないカニを、動かないなりに楽しめる水族館」のコンセプトに則った体験型のごく小規模な水族館である。
- 国内の他の水族館のように、海獣類などは飼育していない。しかし、鳥取県の主要水産物であるズワイガニ、ベニズワイガニを中心に世界のカニ約20種類と、鳥取の海で見られる魚介類を中心にした親しみやすい飼育・展示内容である。
- 土日・祝日を中心に、カニの似顔絵コンクールやカニの竹細工作り、カニの折り紙体験や魚の餌やり体験などの楽しいイベントも豊富で、子どもたちを中心に人気を集めている。

## 主な施設

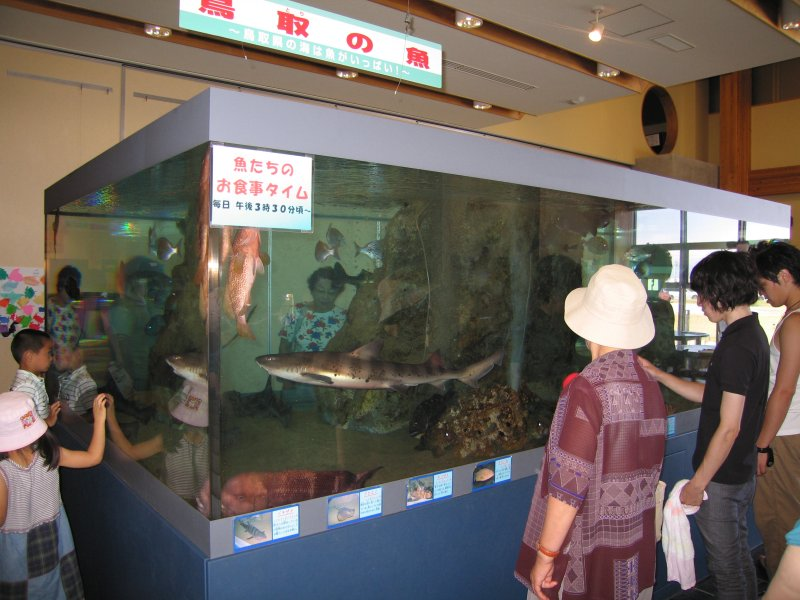
鳥取の魚

### 水槽
タッチングプール
メイン入り口のそばに設けられている深さ50センチほどの浅いプール。浅瀬に泳ぐ魚が放され、来館者を出迎える。人工的に波を起こせるようにもなっている。（冬季閉鎖）

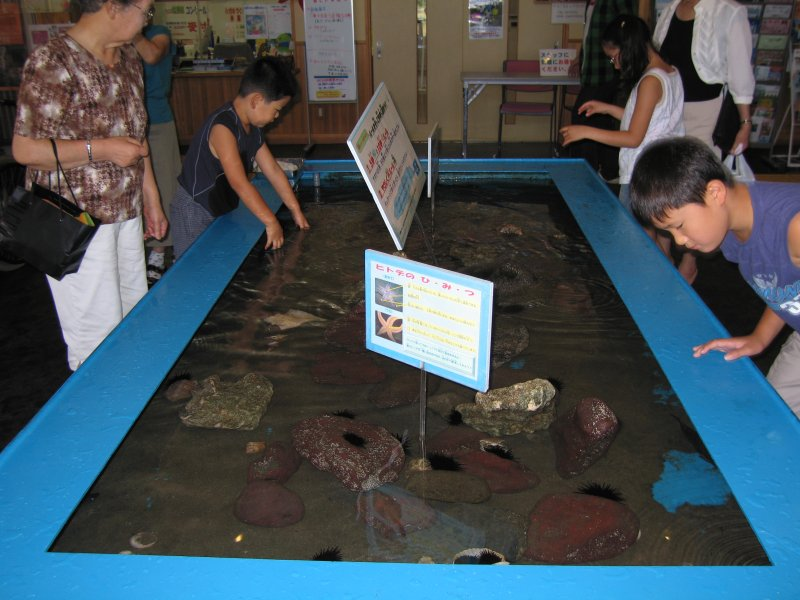
ふれあい水槽
メイン入り口を入ってすぐの広間に設けられている。海の生き物が放され、自由にさわったり観察することができる。
アカボシヤドカリ、ムラサキウニ、イトマキヒトデなど
鳥取の魚
鳥取の海で見られる魚が飼育されている。水槽の中の海水は、かにっこ館前の賀露の海から直接ひかれている。
マダイ、クロダイ、コブダイ、キジハタ、スズキ、ヒラメ、アカエイ、ドチザメ、など
展示室
様々なカニの仲間が「大きさ比べ」「かくれんぼ上手」「カニの仲間」などのテーマごとに飼育されている。
タカアシガニ、モクズショイ、スベスベマンジュウガニ、ミズヒキガニ、カイカムリ、ガザミ、アカテガニ、モクズガニ、アメリカザリガニ、カブトガニなど
松葉がに牧場
深海に生息するズワイガニ、ベニズワイガニの生きた姿を観察することができる。鳥取県におけるズワイガニ漁の歴史や深海の厳しい水圧がパネルで説明されている。
ズワイガニ、ベニズワイガニ

### その他
体験実習室
土日・祝日を中心に様々なイベントを開催している。普段は休憩場所として利用することができ、壁面には子どもたちがイベントで作ったカニの似顔絵やカニの竹細工などが飾られている。飲食可（ただし館内で飲食物は販売されていない）。
バックヤード
入手魚の育成や餌付け、病気の治療などが行われている。また、展示を終え次の出番を待つまでの間バックヤードでストレスを与えないよう飼育している。カウンター越しに中を見ることができる。

## 施設概要
- 開館時間 - 午前9時から午後5時※最終入館午後4時45分
- 休館日 - 火曜日（祝日の場合は翌平日）、ただし3/24～4/8、7/20～8/31、12/24～1/8は休まず開館
- 入場料 - 無料
- 所在地 - 〒680-0908 鳥取県鳥取市賀露町西3丁目27番2号

## 交通アクセス
バス
- JR西日本鳥取駅下車 日ノ丸バス賀露方面行き（路線番号：48・49） かにっこ館前で下車。所要時間35分。

タクシー
- 鳥取空港から約10分。